# David Myrestam
David Jonas Myrestam (Skellefteå, 4 aprile 1987) è un ex calciatore svedese, di ruolo difensore.

## Carriera

### Club

#### Umeå e GIF Sundsvall
Myrestam ha giocato per l'Umeå per un biennio, dal 2007 al 2008, per entrambe le stagioni della Division 1. Successivamente, è stato ingaggiato dal GIF Sundsvall, formazione della Superettan. Ha esordito in squadra il 20 aprile 2009, schierato titolare nel pareggio per 2-2 sul campo dell'IFK Norrköping. Il 1º agosto 2010 ha segnato la prima rete con questa maglia, contribuendo al pareggio per 2-2 in casa dello Jönköpings Södra. Nel campionato 2011, il GIF Sundsvall ha conquistato la promozione nell'Allsvenskan: il 31 marzo 2012, allora, Myrestam ha potuto effettuare il suo debutto nella massima divisione svedese, venendo impiegato titolare nella sconfitta per 0-1 contro il Kalmar.

#### Haugesund
Il 16 luglio 2012, i norvegesi dell'Haugesund hanno annunciato sul proprio sito internet d'aver ingaggiato Myrestam, che avrebbe firmato un contratto valido a partire dal 1º gennaio 2013. Il 30 luglio successivo, però, Haugesund e GIF Sundsvall hanno concordato d'anticipare il trasferimento a partire dal 1º agosto. Ha esordito in Eliteserien in data 11 agosto, schierato titolare nella sconfitta per 3-2 sul campo del Brann. Il 26 agosto ha segnato la prima rete nella massima divisione locale, nella vittoria casalinga per 4-1 sullo Stabæk.

#### Ritorno al GIF Sundsvall
Il 29 dicembre 2016, il GIF Sundsvall ha reso noto sul proprio sito d'aver ingaggiato nuovamente Myrestam, che si è legato al club con un contratto quadriennale, valido a partire dal 1º gennaio 2017. Al termine dell'Allsvenskan 2019, la squadra è retrocessa in Superettan. Myrestam si è ritirato al termine della stagione 2021, conclusa con la promozione in Allsvenskan.

## Statistiche

### Presenze e reti nei club
Statistiche aggiornate al 1º gennaio 2017.
| Stagione             | Club                 | Campionato           | Campionato | Campionato | Coppe nazionali | Coppe nazionali | Coppe nazionali | Coppe continentali | Coppe continentali | Coppe continentali | Supercoppe | Supercoppe | Supercoppe | Totale | Totale |
| Stagione             | Club                 | Comp                 | Pres       | Reti       | Comp            | Pres            | Reti            | Comp               | Pres               | Reti               | Comp       | Pres       | Reti       | Pres   | Reti   |
| -------------------- | -------------------- | -------------------- | ---------- | ---------- | --------------- | --------------- | --------------- | ------------------ | ------------------ | ------------------ | ---------- | ---------- | ---------- | ------ | ------ |
| 2007                 | Umeå                 | D1                   | ?          | ?          | CS              | ?               | ?               | -                  | -                  | -                  | -          | -          | -          | ?      | ?      |
| 2008                 | Umeå                 | D1                   | ?          | ?          | CS              | ?               | ?               | -                  | -                  | -                  | -          | -          | -          | ?      | ?      |
| Totale Umeå          | Totale Umeå          | Totale Umeå          | ?          | ?          |                 | ?               | ?               |                    | -                  | -                  |            | -          | -          | ?      | ?      |
| 2009                 | GIF Sundsvall        | S                    | 25         | 0          | CS              | 2               | 0               | -                  | -                  | -                  | -          | -          | -          | 27     | 0      |
| 2010                 | GIF Sundsvall        | S                    | 25         | 1          | CS              | 2               | 0               | -                  | -                  | -                  | -          | -          | -          | 27     | 1      |
| 2011                 | GIF Sundsvall        | S                    | 28         | 0          | CS              | 2               | 0               | -                  | -                  | -                  | -          | -          | -          | 30     | 0      |
| gen.-ago. 2012       | GIF Sundsvall        | A                    | 15         | 0          | CS              | -               | -               | -                  | -                  | -                  | -          | -          | -          | 15     | 0      |
| ago.-dic. 2012       | Haugesund            | ES                   | 9          | 2          | CN              | 1               | 0               | -                  | -                  | -                  | -          | -          | -          | 10     | 2      |
| 2013                 | Haugesund            | ES                   | 29         | 1          | CN              | 5               | 0               | -                  | -                  | -                  | -          | -          | -          | 34     | 1      |
| 2014                 | Haugesund            | ES                   | 23         | 0          | CN              | 5               | 1               | UEL                | 4                  | 0                  | -          | -          | -          | 32     | 1      |
| 2015                 | Haugesund            | ES                   | 22         | 0          | CN              | 1               | 1               | -                  | -                  | -                  | -          | -          | -          | 23     | 1      |
| 2016                 | Haugesund            | ES                   | 30         | 1          | CN              | 2               | 0               | -                  | -                  | -                  | -          | -          | -          | 32     | 1      |
| Totale Haugesund     | Totale Haugesund     | Totale Haugesund     | 113        | 4          |                 | 14              | 2               |                    | 4                  | 0                  |            | -          | -          | 131    | 6      |
| 2017                 | GIF Sundsvall        | A                    | 0          | 0          | CS              | 0               | 0               | -                  | -                  | -                  | -          | -          | -          | 0      | 0      |
| Totale GIF Sundsvall | Totale GIF Sundsvall | Totale GIF Sundsvall | 93         | 1          |                 | 6               | 0               |                    | -                  | -                  |            | -          | -          | 99     | 1      |
| Totale               | Totale               | Totale               | 206+       | 5+         |                 | 20+             | 2+              |                    | 4                  | 0                  |            | -          | -          | 230+   | 7+     |